# Asianidia rubropunctata
Asianidia rubropunctata är en insektsart som först beskrevs av Lindberg 1936.  Asianidia rubropunctata ingår i släktet Asianidia och familjen dvärgstritar. Inga underarter finns listade i Catalogue of Life.